# Malvern (Worcestershire)
Malvern (pronuncia /ˈmɔːlvərn, localmente /ˈmɔːvərn/) è una cittadina di 30 462 abitanti della contea del Worcestershire, in Inghilterra. È suddivisa nelle seguenti aree: Great Malvern, Malvern Link, West Malvern, Malvern Wells, Little Malvern, Barnards Green e North Malvern. Ci è nata la cantante Cher Lloyd. Malvern è la sede della Morgan Motor Company,  un'azienda automobilistica storica fondata nel 1909. 

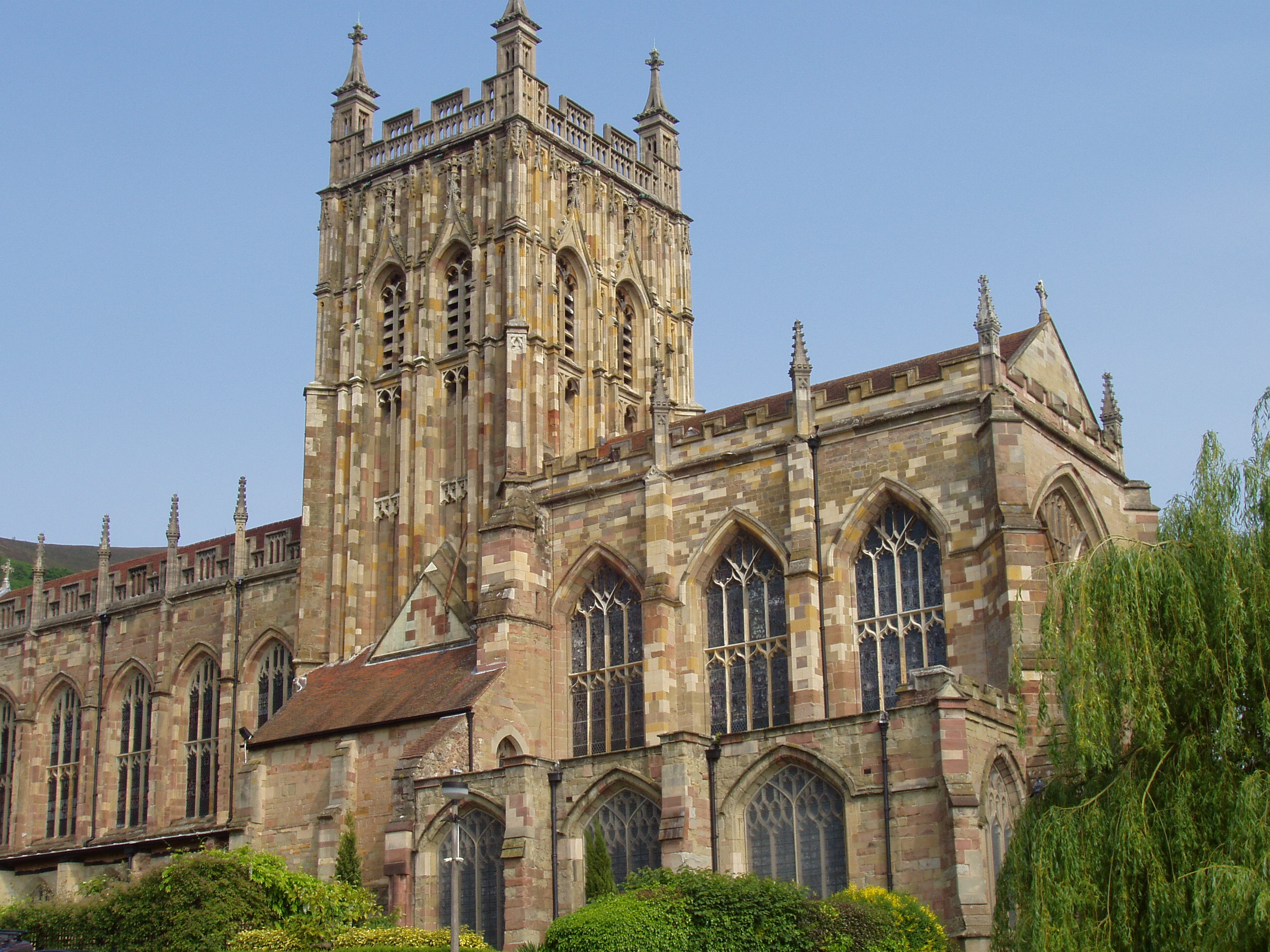
Cattedrale di Great Malvern

## Geografia
La città di Malvern si trova nella regione di Malvern Hills e appartiene al distretto amministrativo omonimo. La grande città più vicina è Birmingham (circa 60 km a nord), mentre la città più vicina è Worcester (circa 13 km). A ovest della città si trovano le Malvern Hills, riconosciute come Area of Outstanding Natural Beauty dal 1959, le cui vette più alte sono la Worcestershire Beacon (425 m), la North Hill (397 m) e la British Camp Hill, o Herefordshire Beacon (338 m).

## Origine del nome
Il nome Malvern deriva dalla parola in lingua inglese antica moel-bryn (lett. "colle calvo"), che equivale al moderno gallese moelfryn.

## Storia
Il poema medievale di William Langland Piero l'Aratore inizia sulle Malvern Hills. Nel Medioevo, Malvern era la sede di un monastero benedettino fondato all'inizio dell'XI secolo, di cui ora rimangono pochi resti. Il museo locale si trova nell'edificio adiacente, costruito intorno al 1470 e un tempo sede della chiesa del priorato di Malvern. Walcherio da Malvern, secondo priore della chiesa, fu un importante astronomo e matematico.
Malvern è nota per essere una città termale, le cui terme si svilupparono nel XVII secolo a causa dei benefici territoriali e la bellezza naturale dell'area; le terme si svilupparono soprattutto nell'ambito dell'idroterapia. L'idroterapia era favorita dal fatto che nel paese c'è una sorgente, che secondo la leggenda, veniva usata a scopi curativi sin dal Medioevo. Charles Darwin fu curato nelle terme della città.
L'imperatore d'Etiopia Hailé Selassié trascorse gran parte del suo esilio all'Abbey Hotel di Malvern.